# Left to Die
Left to Die er den anden ep af det amerikanske dødsmetal-band Obituary, som blev udgivet i 2008 gennem Candlelight Records. "Dethroned Emperor" var gruppens andet cover af Celtic Frost, og "Slowly We Rot" en genindspillet sang fra debutalbummet med mere nedstemte guitarer. 

## Spor
1. "Forces Realign" – 4:37
2. "Dethroned Emperor" (Celtic Frost Cover) – 5:04
3. "Slowly We Rot" – 4:38
4. "Left to Die" – 6:18